# Yusuke Inuzuka
Yusuke Inuzuka (Shizuoka, 13 december 1983) is een Japans voetballer.

## Carrière
Yusuke Inuzuka speelde tussen 2006 en 2011 voor Júbilo Iwata en Ventforet Kofu. Hij tekende in 2012 bij Sagan Tosu.